# Свято-Духовская церковь (Верхнесоинский)
Свято-Духовская церковь (церковь Святого Духа) — бывший православный храм в хуторе Верхне-Соин Области Войска Донского, ныне хутор Верхнесоинский Волгоградской области.

## История
Церковь была построена в 1887 году на средства прихожан. Была она деревянная с такой же колокольней, покрытые листовым железом, имела деревянную ограду. Престол в храме был один — во имя Сошествия Святого Духа на Апостолов. Собственных домов у священнослужителей не было, размещались они в церковно-общественных зданиях. Также церкви принадлежала деревянная караулка для сторожей, покрытая железом. Священником церкви с 1888 года был Гвоздиков Василий Назарович.
Храм находился в 475 верстах от консистории, и в 20 верстах от благочинного. К приходу Свято-Духовской церкви относились хутора Верхне-Соин и Нижне-Соин. С 1888 года работало приходское училище. Церковно-приходской школы у церкви первоначально не было, она была открыта в 1902 году.
В советское время церковь была закрыта, её здание разобрано. В Государственном архиве Волгоградской области имеются документы, относящиеся к этой церкви.